# Valentín el Gnóstico
Valentín fue un gnóstico egipcio del s. II, cuya escuela constituye la rama más importante y sistemática del gnosticismo de esa época.

## Vida e ideas de Valentín

### Visión de conjunto
Se ignora la fecha de su nacimiento. Hacia 140 llegó a Roma desde Alejandría, donde tuvo ocasión de recibir el influjo de la filosofía griega y conocer las religiones pagana, judía y cristiana. Parece probado que en Alejandría, además de una bien establecida ortodoxia cristiana, había una fuerte tradición gnóstica. De todos modos Valentín pasó por un proceso de evolución, en el que va distanciándose cada vez más de las afirmaciones cristianas y centrándose en la vertiente panteísta y mitológica. Así es notable la ausencia de mitología en el Evangelio de la Verdad (uno de los documentos gnósticos hallados, en traducciones coptas, cerca de Nag Hammadi, Egipto, en 1945). Cabría atribuir también a Valentín, situándola en este mismo estado de su evolución, la Epístola a Reginos sobre la Resurrección, de inconfundible carácter gnóstico, pero cuyo autor manifiesta querer estar dentro de la Iglesia, sin renunciar al nombre cristiano ni rendirse por entero a la filosofía. De todas formas, pretendiendo aceptar la doctrina cristiana de la resurrección, le da un sentido diferente interpretándola a la luz de la concepción gnóstica sobre el Pléroma (mundo divino originario) y sus relaciones con nuestro mundo. En cualquier caso Valentín unificó muchas opiniones abstrusas de la llamada «gnosis vulgar egipcia» en una visión poética no exenta de genialidad. Era un hombre de gran poder intelectual, que logró combinar materiales provenientes de diferentes fuentes en una síntesis poderosa y original. Helenizó y tiñó de cristianismo una gnosis más temprana, de carácter mucho más radicalmente mitológico y de la que estaban ausentes casi por completo los elementos cristianos y que mostraba en cambio una fuerte influencia de los medios judíos. Su poema metafísico parece además inspirado por vívidas emociones y experiencias personales. Valentín era un hombre de vivencias intensas, que expresó su concepción trágica de la vida en los símbolos de la imaginación creadora. La originalidad y poder de la gnosis valentiniana se encuentra en haber dado expresión mitológica a una visión intensamente personal del mundo, ya una fuerte experiencia del «yo». 
El drama de los eones, que ocurre en el Pléroma, es para Valentín la imagen arquetipo de la condición humana. La gnosis de Valentín se presenta como respuesta a las cuestiones claves del existir, que uno de sus discípulos orientales enumera así: «¿Qué éramos? ¿Qué hemos llegado a ser? ¿De dónde éramos y adónde hemos venido a parar? ¿Hacia qué aspiramos? ¿Cómo somos redimidos? ¿Qué es generación y qué es regeneración?» (Extractos de Teodoto 78,2). Frente a esas cuestiones Valentín elabora una respuesta de fondo sincretista y en la que predomina lo mitológico. En resumidas cuentas, el pensamiento valentiniano se sitúa en la dimensión de la mitología.

### Descripción del sistema valentiniano
El perfecto eón, Abismo, preexistente, estaba -dice- con Silencio. Abismo concibió la idea (Ennoia) de emanar, y por medio de Silencio dio a luz a un par (syzygia) de eones: Mente y Verdad, dando así lugar a la Cuaternidad primordial. La Mente y la Verdad, queriendo glorificar al Padre Abismo, prosiguieron las emanaciones dando origen a una nueva pareja: a Logos y Vida, que a su vez engendra a Hombre e Iglesia, dando así lugar a la Cuaternidad inferior. El proceso prosigue hasta un total de treinta eones, el último de los cuales es Sophia (Sabiduría). Queda así integrado el Pléroma divino, en el cual sólo el primero de los eones (el Nous o Mente) puede contemplar directamente al Abismo, experimentando así un gozo infinito, mientras que los demás deben contentarse resignadamente con el mero deseo de contemplarlo. 
Pero la Sabiduría tuvo la pasión desordenada de conocer al Padre (o de engendrar como él, según otro tema) y fue expelida del Pléroma al espacio vacío (Kénoma). Quedó sola, sujeta a toda clase de pasión; tristeza, temor, desesperación e ignorancia, raíz esta última de todo mal. Los eones del Pléroma suplican al Padre que libre a Sabiduría y este compadecido ordena una nueva emanación: el Límite, que frena el desorden de Sabiduría y la mantiene en la serenidad; o, según otra versión, el Espíritu (Pneuma), que instruye a los eones inferiores en el conocimiento del Padre. En gratitud por tan gran beneficio, la pluralidad de los eones aporta cada uno lo más perfecto de sí para producir el fruto perfecto: Cristo, también llamado Salvador, Gran Sacerdote, etc., que es enviado con sus ángeles para reintegrar al eón exiliado, es decir, a Sabiduría, liberándola de sus pasiones. 
De Sabiduría, por otra parte, ha procedido una sustancia psíquica, cuya primera muestra es el Demiurgo; mientras que las pasiones se han endurecido constituyendo la materia (sustancia hylica). El Demiurgo, impelido secretamente por Sophia, organiza el mundo, pensando que lo crea a partir de sí mismo. Sophia, al ser librada de sus sufrimientos, se entusiasma viendo al Salvador y sus ángeles. Concibiendo en su imaginación da a luz nuevos seres a su imagen: semillas pneumáticas o espirituales que pasan al soplo mismo del Demiurgo sin que él lo perciba. Así cuando este crea la parte terrena del hombre y alienta en ella la parte psíquica, es a la vez instrumento inconsciente de la inclusión de pneuma (espíritu) en algunos hombres (pneumáticos, elegidos). El Salvador ha venido entre nosotros para recoger esas semillas dispersas y conducirlas al Pléroma. Para realizar su misión se reviste de esa sustancia pneumática que ha de salvar. Toma también sustancia psíquica de apariencia corporal, es decir, no verdadera carne, que sería materia, destinada a perecer, sino apariencia de carne. De ahí una cristología doceta y dualista, que distingue entre un Cristo pneumático, que volverá al Pléroma con los elegidos (las semillas pneumáticas, que ascenderán en syzygia con los ángeles del Salvador), y un Cristo psíquico, hijo del Demiurgo, que ascenderá con este y los psíquicos sólo hasta la zona umbral del Pléroma (Ogdoada). El Salvador había descendido sobre él (Cristo psíquico) en el Bautismo (o en el Nacimiento) para apartarse poco antes de la crucifixión. En la consumación final todo el elemento "hylico" (materia, demonio, condenados) será aniquilado por el fuego. 
Se advierte en la estructura del sistema una «ley de tres sustancias»: marca su teología (Dios bueno, Demiurgo, príncipe de este mundo), su cosmología (bajo dependencia directa del Pléroma; Hebdómada, de los siete cielos, trono actual del Demiurgo; mundo sublunar), su antropología (espíritu, alma, carne), su teoría de la historia y de la sociología (raza de Set, de Abel, de Caín). Esta ley no rige en cambio en la escatología, que es dualista en definitiva, y esto de manera radical. El sistema Valentiniano, como los más representativos del gnosticismo, es en efecto netamente dualista, aunque también como todos los grandes gnósticos es decidido partidario de un Uno fontal, de quien todo proviene. La relación entre el Pléroma y el Kénoma no se explica por mero recurso al dualismo platónico. Se completan y requieren porque representan dos estadios (celeste y terreno) simultáneos de una misma entidad, abocados a una síntesis definitiva.

## Discípulos de Valentín
Valentín tuvo numerosos discípulos, de los que quedan algunos escritos, y de los que nos dan noticias numerosos escritores cristianos: San Ireneo en el Adversus haereses, Hipólito en los Philosophumena (o Refutatio), Tertuliano en el Adversus Valentinianos, etc. Su secta se divide en dos ramas: la ítala y la anatolia. A la primera, más sobria, pertenecen Ptolomeo (que es el autor que tiene especialmente presente San Ireneo, y del que se conserva una Carta a Flora; que fue publicada, con aparato crítico, por Harnack en sus Kleine Texte de 1894) y Heraklion. La rama anatolia, más barroca, tiene como representantes a Marcos, Axiónico y  Ardesianes. Posteriormente el sistema fue complicado por innumerables discípulos hasta alcanzar el culmen de confusionismo que muestran, por ejemplo, la Pistis Sophia y los Libros de Jeu. La Carta doctrinal de los Valentínianos, reseñada por San Epifanio (Panarion, 31), es una muestra de ese Valentínianismo barbarizado.